# Zikafeber
Zikafeber er en zoonose, der skylder Zikavirus (en virus i familien Flavivirus) overført til mennesker af Aedes-myg. Hos mennesker forårsager Zikavirus normalt kun en mild sygdom, og som siden 1950'erne tidvis er forekommet inden for et smalt bælte langs ækvator fra Afrika til Asien. I 2014 spredte virusen sig over Stillehavet til Fransk Polynesien og videre til Påskeøen, og i løbet af 2015 nåede den også til Sydamerika, Centralamerika og Caribien. Udbruddet klassificeredes som en pandemi.
Sygdommen opleves som en mild form af denguefeber, og kan netop nu ikke behandles eller forebygges med lægemidler eller vaccine. Sygdommen er beslægtet med gul feber og vestnil-feber (engelsk: West Nile-fever), som også forårsages af insekttransporteret flavivirus.
I januar 2016 offentliggjordes rapporter om eventuelle forbindelser mellem zikavirusinfektion og alvorlige komplikationer, som kan ramme fostre. Virusen menes at kunne forårsage mikrocefali hos fostre, som via mødre, er blevet smittet under graviditeten, men forbindelsen og den eventuelle risiko er ikke helt klarlagt, og undersøgelser var fortsat i gang i midten af januar 2016. Den 15. januar 2016 udsendte USA's folkesundhedsmyndighed CDC anbefalinger til rejsende vedrørende de berørte lande i Sydamerika, som indebar, at gravide kvinder burde overveje at udskyde rejsen. Hen mod slutningen af januar 2016 blev meddelt om de første tilfælde af inficerede individer i Europa, som havde besøgt Latinamerika.